# 貓之茗
《猫之茗》是中国漫画家淳良猴子在《漫画秀》连载的漫画，漫画讲述现代少女穿越到奇幻大陆与同伴合作对抗魔王的故事。大魔王在第二次首次登场。穿越的女主茉莉，还成为了魔法师。